# Lions Basket
Lions Basket Bisceglie srl  è una società di pallacanestro maschile di Bisceglie, in Provincia di Barletta-Andria-Trani.
La prima squadra partecipa al campionato nazionale di Serie B Old Wild West.

## Storia
L'A. S. Basket Bisceglie è stata fondata nel 1989 e ha partecipato a campionati regionali salendo rapidamente in C2. Nella stagione 1996-97 la società, sponsorizzata DiBen Lingerie, ha conquistato la promozione in Serie C1 vincendo 25 gare su 30, delle quali 15 su 15 fra le mura amiche del PalaDolmen. Il club (all'epoca e fino al 2004-2005 biancoverde) ha preso parte al torneo nazionale per dieci stagioni consecutive raggiungendo il più delle volte i playoff promozione. Nel giugno 2007 la società, dai nuovi colori sociali nerazzurri, ha deciso di rilevare il titolo sportivo di Catania e partecipare al campionato di Serie B2 con la nuova denominazione Olimpia Bisceglie. Al termine della stagione la squadra è retrocessa ma la dirigenza non si è persa d'animo allestendo una formazione che ha riguadagnato la serie superiore immediatamente, questa volta con una trionfale promozione sul campo, battendo Martina Franca nella serie finale (3-1). L'annata è stata caratterizzata per le 17 vittorie consecutive e il bilancio in regular season di 28 vittorie su 30 partite.
Sulle ali dell'entusiasmo, il team, da neopromosso, ha centrato un'insperata finale promozione di Serie B Dilettanti nel 2009-2010, con Patti, cedendo in due incontri. L'Olimpia è stata comunque ripescata in Serie A Dilettanti FIP 2010-2011 ma dopo un ottimo inizio (otto successi nei primi dieci gare), la squadra ha concluso al terzultimo posto tornando così in Serie B Dilettanti.
Da allora la realtà cestistica biscegliese, una delle più importanti e solide della pallacanestro in Puglia, ha sempre partecipato al campionato di Serie B Dilettanti, centrando sempre i playoff a partire dall'annata 2012-2013, una finale nel 2014-2015 e due semifinali. La società, con la nuova denominazione Lions, in virtù del secondo posto alla fine del girone d'andata della Serie B 2017-2018 (pallacanestro maschile), ha conquistato l'accesso alla Final Eight della Coppa Italia Lega Nazionale Pallacanestro 2017.
Nella stagione 2021-2022, con Luciano Nunzi alla guida della squadra, i Lions hanno ottenuto la partecipazione alla Coppa Italia di serie B a Roseto degli Abruzzi.

## Tifoseria
La tifoseria biscegliese del basket è stata sempre composta, storicamente, da famiglie, pur se in gruppi talvolta organizzati, specie per l'allestimento di coreografie e la partecipazione alle trasferte (soprattutto negli anni '90), come la Valanga biancoverde. Negli anni si sono avvicendati alcuni gruppi ultras, come ad esempio i Boys, gli Irriducibili, i Commandos e i più recenti Sconvolts. Lo zoccolo duro del pubblico è composto da diverse centinaia di appassionati, che in alcuni casi seguono le vicende cestistiche biscegliesi da più di 20 anni.
Per quanto riguarda le rivalità, il pubblico nelle varie stagioni che si sono succedute ha sentito molto i derby con i "cugini" neroverdi di Corato, quelli con la Virtus Molfetta (rivalità mutuata dall'ambiente calcistico) ed in passato con Ruvo di Puglia Basket. Negli ultimi anni le partite con la Cestistica San Severo sono diventate un appuntamento imprescindibile per i tifosi. Si tratta comunque di semplice rivalità sportiva, mai sfociata in episodi di violenza. Esiste da sempre anche una rivalità con i tifosi del Basket Martina Franca, durante la quale si sono anche verificati tafferugli di lieve entità nel 2016 ed in particolare nel 2009.
Esiste un gemellaggio tra i tifosi di Bisceglie e quelli della Poderosa Basket Montegranaro. Vi è una storica e fortissima amicizia con i tifosi di Scauri. Altri rapporti di simpatia reciproca si sono avuti con le tifoserie organizzate di Matera e Fabriano..

## Roster 2018-19
6. Andrea Chiriatti (ala, 1993); 8. Oleksandr Kushchev (pivot, 1990); 11. Marco Rossi (playmaker, 1981); 12. Gianni Cantagalli (guardia, 1988); 13. Gianluca Tredici (ala, 1992); 7. Antonio Fabrizio Smorto (guardia, 1995); 18. Daniele Tomasello (pivot, 1993); 23. Cesare Zugno (play, 1998); 9. Sava Razic (guardia, 2000); 4. Federico Lopopolo (play, 2001); 14. Domenico Quarto di Palo (ala, 2001). Allenatore: Luigi Marinelli.